# Christian Staib

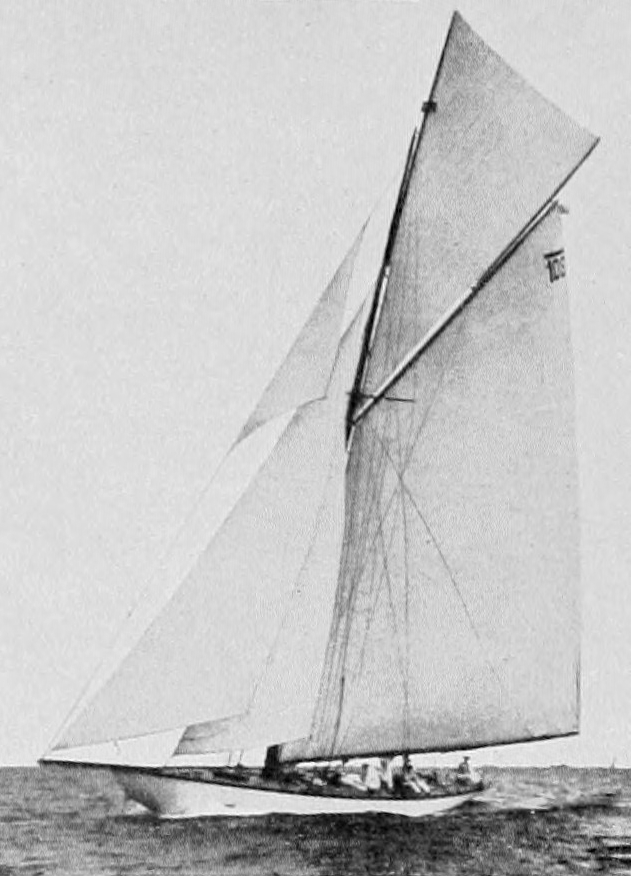
Veler noruec Magda IX, la tripulació del qual va guanyar la medalla d'or als Jocs Olímpics d'estiu de 1912.

Christian Fredrik Maximillian "Fritz" Staib (Oslo, 10 de febrer de 1892 - 16 de maig de 1956) va ser un regatista noruec que va competir a començaments del segle xx.
El 1912 va prendre part en els Jocs Olímpics d'Estocolm, on va guanyar la medalla d'or en la categoria de 12 metres del programa de vela, a bord del Magda IX.